# مرد نئاندرتال (فیلم)
مرد نئاندرتال (انگلیسی: The Neanderthal Man)، یک فیلم آمریکایی ۷۸ دقیقه‌ای محصول ۱۹۵۳ سیاه‌وسفید فیلم علمی تخیلی تولید مستقل اوبری ویسبرگ و جک پولکسفن، به عنوان شرکت گلوبال پروداکشنز، از فیلمنامه اصلی خودشان.